# مرسيدس بنز الفئة إس دبليو223
مرسيدس بنز الفئة إس دبليو223 هي الجيل السابع من الفئة إس من إنتاج شركة مرسيدس-بنز، تم الكشف عنها في 2 سبتمبر 2020.